# 坪田亮介
坪田亮介（つぼた りょうすけ）は、日本の小説家。第1回電撃ゲーム小説大賞の銀賞受賞者。

## 略歴
1994年「雲ゆきあやし、雨にならんや」で第1回電撃ゲーム小説大賞銀賞を受賞。『臥竜覚醒 電撃ゲーム小説大賞短編小説傑作選」にも収録された。執筆当時は浪人中であったことを『臥竜覚醒』内で書いている。

## 作品リスト
- 『雲ゆきあやし、雨にならんや』（電撃文庫）